# Бербель Веккель
Бербель Веккель  (нім. Bärbel Eckert-Wöckel, 21 березня 1955) — німецька легкоатлетка, олімпійська чемпіонка.

## Виступи на Олімпіадах
| Олімпіада     | Дисципліна              | Місце |
| ------------- | ----------------------- | ----- |
| Монреаль 1976 | біг на 200 метрів       | 1     |
| Монреаль 1976 | естафета 4 x 100 метрів | 1     |
| Москва 1980   | біг на 200 метрів       | 1     |
| Москва 1980   | естафета 4 x 100 метрів | 1     |